# Kwas chlorogenowy
Kwas chlorogenowy – organiczny związek chemiczny z grupy polifenoli, ester kwasu (–)-chinowego i kwasu kawowego. Jest naturalnym przeciwutleniaczem występującym np. w yerba mate, zielonych liściach i owocach kawowca (surowe ziarno ma 60000 mg/kg; napar z kawy – 500 mg/dm³), głogu, karczochach, pokrzywie, czarnych jagodach, surowych ziemniakach oraz w mniejszych ilościach m.in. w bluszczu pospolitym, śliwkach, czereśniach, jabłkach, brzoskwiniach, morelach.

## Działanie
Może spowalniać wydzielanie glukozy do układu krwionośnego po posiłku. Zwiększa również czułość komórek na insulinę. Jest silnym przeciwutleniaczem. W literaturze podkreśla się potencjalne właściwości przeciwbakteryjne, przeciwwirusowe i przeciwgrzybiczne tego związku. Z uwagi na wymienione cechy sprzedawany jest w niektórych krajach jako suplement diety w formie wyizolowanej.